# Bokela
Die Bokela GmbH (Eigenschreibweise BOKELA) wurde 1986 als Science-Spin-off aus dem KIT (Karlsruher Institut für Technologie) gegründet und ist auf Filteranlagen für die Fest/Flüssig-Trennung spezialisiert. Das Unternehmen gewann für seine Arbeit mehrere Innovationspreise. Der Sitz der Gesellschaft ist in Karlsruhe. Bokela gehört zur japanischen Unternehmensgruppe Tsukishima Holdings Co., Ltd. und hat eine Tochtergesellschaft in Australien.

## Geschichte
Bokela wurde am 15. Dezember 1986 als „BOKELA Ingenieurgesellschaft für Mechanische Verfahrenstechnik mbH“ durch Reinhard Bott, Robert Kern und Thomas Langeloh (Bo-Ke-La) gegründet, die alle an der Universität Karlsruhe (heute KIT, Karlsruher Institut für Technologie) promovierten. Das Start-up beschäftigte sich bis Anfang der 1990er Jahre hauptsächlich mit der Auditierung und Optimierung von Filteranlagen sowie der Beratung von Betreibern solcher Anlagen. Die dadurch gewonnenen detaillierten Einblicke in Betriebsprobleme und Engpässe konventioneller Filtrationstechnologien lieferten dem Unternehmen die Grundlagen, um ab Mitte der 1990er Jahre neue Problemlösungsansätze und Innovationen mit eigenen Filteranlagen und Technologien zu entwickeln.
Bereits 1985 wurden die drei zukünftigen Gründer mit ihrer Idee zur „Produktion von Apparaten zur Fest-Flüssig-Trennung“ beim Gründerwettbewerb „Machen Sie sich selbständig“ des Wirtschaftsmagazins Capital mit einem Preisgeld ausgezeichnet.
Die seit der Gründung von Bokela bestehende Zusammenarbeit mit dem Institut für Mechanische Verfahrenstechnik und Mechanik (MVM) der Universität Karlsruhe wurde in den Folgejahren weiter vorangetrieben, vor allem mit dem Fachbereich der Fest/Flüssig-Trennung. Die Forschungsarbeiten gaben Einblicke in Zusammenhänge zwischen Produkt-, Verfahrens- und Apparateeinflüssen bei der Filtration, die den Grundstock für verfahrens- und apparatetechnische Innovationen bildeten.
1988 zog das Unternehmen in die Technologiefabrik Karlsruhe ein. Diese war vier Jahre zuvor mit dem Ziel gegründet worden, jungen Unternehmen in den ersten Jahren der Selbstständigkeit Rückhalt zu geben und mit Serviceleistungen wie Büro- und Konferenzräumen, technischem Equipment, Poststelle, Empfang und Cafeteria zu unterstützen. 1998 zog Bokela als Konsequenz des Wachstums innerstädtisch in die Gottesauer Straße um.
Um den Markt in Australien besser bedienen zu können, wurde mit der Gründung der Bokela Australia Pty Ltd im Jahr 2003 die erste Niederlassung außerhalb Deutschlands geschaffen.
Im Jahr 2009 erfolgte aufgrund des weiteren Wachstums und dem damit einhergehenden Platzmangel ein erneuter Umzug innerhalb Karlsruhes in den Ragolds-Park (Eigenschreibweise RAGOLDS-Park), dem früheren Betriebsgelände der RAGOLDS GmbH & Co., das wie die beiden Standorte zuvor ebenfalls in der Karlsruher Oststadt liegt.
Zum 31. Dezember 2014 ging Bokela im Zuge einer freundlichen Übernahme mehrheitlich in den Besitz der japanischen Firmengruppe TSK (Tsukishima Kikai Co., Ltd., Tokyo, heute: Tsukishima Holdings Ltd.) über. Zum 1. Januar 2018 erwarb Tsukishima Kikai schließlich alle Anteile an Bokela und wurde alleinige Eigentümerin. Im Zuge der Übernahme wurde das Unternehmen 2019 in „BOKELA GmbH“ umbenannt.
Reinhard Bott blieb nach seinem Ausstieg bei Bokela weiter im Bereich der Forschung tätig, unter anderem als Geschäftsführer von Vertical Farm Tech, einem ebenfalls aus Karlsruhe stammenden Unternehmen der vertikalen Landwirtschaft.

## Produkte

### Kuchenbildende Filtration
Zur kuchenbildenden Filtration im Bereich der kontinuierlichen Vakuum-Drehfilter umfasst das Produktsortiment Scheiben-, Trommel- und Tellerfilter. Für die kontinuierliche Druckfiltration besteht das Portfolio aus Scheiben- und Trommelfiltern.
Bei der Druckfiltration (auch hyperbare Filtration) wird ein kontinuierliches Drehfilter (Scheiben- oder Trommelfilter) komplett in einem Druckbehälter installiert, der mit komprimierter Luft oder einem anderen komprimierten Gas von bis zu 7 bar (a) gefüllt ist. Für die Filtration und Entfeuchtung des Filterkuchens stehen somit vielfach höhere Druckdifferenzen zur Verfügung als bei Vakuumfiltern.
Für besonders niedrige Restfeuchten kann mit dieser Art Filter auch eine Dampfdruckfiltration durchgeführt werden. Bei diesem Hybridverfahren, das mechanische und thermische Wirkprinzipien miteinander kombiniert, wird der Filterkuchen in einer Dampfhaube mit Dampf behandelt, die nur einen begrenzten Teil der Filterfläche bis zum Punkt des Dampfdurchbruchs bedeckt. Der Kuchen wird anschließend durch einen komprimierten Luftstrom auf seinen Endfeuchtegehalt getrocknet. Durch die beschleunigte Entwässerung kann die Restfeuchte des Filterkuchens im Vergleich zu einer Druckfiltration halbiert werden.
Mit eigens entwickelten Laborfiltern können die kuchenbildenden Filter im Kleinstmaßstab ausgelegt werden. Das Produkt BoFilTest entspricht dabei der VDI-Richtlinie 2762 Blatt 2 zur „Bestimmung des Filterkuchenwiderstands“.
Je nach Technologie und Baureihe variieren die Filterflächen zwischen 1 m² und bis zu 352 m².

### Tangentialflussfiltration
Neben der kuchenbildenden Filtration konzipiert, konstruiert und baut Bokela auch Anlagen zur Crossflow-Filtration, die auf dem technologischen Prinzip des dynamischen Crossflows basieren. Im Gegensatz zur klassischen Crossflow-Filtration wird bei der dynamischen Crossflow-Filtration die typische tangentiale Überströmung der Filterfläche nicht durch die geometrische Strömungsführung im Apparat, sondern durch Rotoren erzeugt. Dadurch wird die Trennung und Waschung von Feststoffen im Partikelbereich bis 0,01 µm ermöglicht. Diese Technologie kann sowohl mit Membranen zur Mikrofiltration und Ultrafiltration eingesetzt werden, als auch mit metallischen Filtermedien zur Trennung unterschiedlich großer Feststoffpartikel (Klassierung). Für beide genannten Arten der Crossflow-Filtration bietet das Unternehmen zudem eigene Laborfilter an, mit denen Auslegungsversuche auch zu Demonstrationszwecken durchgeführt werden können (BoCrossTest).

### Einsatzgebiete
Die einzelnen Filtertypen werden in verschiedensten Branchen wie beispielsweise der Pharma- und Lebensmittelindustrie, der Feinchemie und der petrochemischen Industrie eingesetzt, um möglichst reine Filtrate, reine (gewaschene) Feststoffe, hohe Feststoffkonzentrationen beziehungsweise niedrige Restfeuchten zu erhalten. Im Bereich des Berg- und Tagebaus sind mögliche Einsatzgebiete die Filtration und Entwässerung von Erz- und Mineralienkonzentraten sowie von Aufbereitungsrückständen (englisch Tailings) wie beispielsweise Gold/Kupfer-, Zink- und Gold/Silber-Rückstände, um eine sichere, umweltschonende Lagerung der Tailings und einen nachhaltigen Umgang mit Wasser zu ermöglichen.
Das Unternehmen bietet zudem neben Service-Leistungen wie der Inbetriebnahme und Instandhaltung eigener Anlagen auch – basierend auf den Erfahrungen der Anfangsjahre – Umbauten, Optimierungen und Modernisierungen von Filtrationsanlagen anderer Hersteller an (sogenanntes „Revamping“).

### Patente
Das Unternehmen ist weiterhin in der Forschung und Entwicklung tätig und hat weltweit über 30 verschiedene Schutzrechte und Patente für Verfahren und Vorrichtungen angemeldet (Stand 2023).

## Zertifizierungen
Das Unternehmen setzt ein Qualitätsmanagement nach DIN EN ISO 9001:2015 ein und ist seit 1997 durchgängig durch die TÜV Süd AG zertifiziert.

## Auszeichnungen
- 1998 „Dr.-Rudolf-Eberle-Preis“ Innovationspreis des Landes Baden-Württemberg[10]
- 1999 Top 30 „Mutige Unternehmer braucht das Land“ Initiative unter der Schirmherrschaft von Roman Herzog[11]
- 2010 „Dr.-Rudolf-Eberle-Preis“ Innovationspreis des Landes Baden-Württemberg[12][13]
- 2011 1. Preisträger „Seed & Grow Award“ der IHK Karlsruhe unter der Schirmherrschaft von Lothar Späth[14]
- 2011 Top 100 „Die innovativsten 100 Unternehmen im Mittelstand“ unter der Schirmherrschaft von Lothar Späth[15]
- 2015 1. Preis GLOBAL2015 Außenwirtschaftspreis der TechnologieRegion Karlsruhe[16]

## Trivia
Das Unternehmen pflegte mit dem Solid/liquid separation lexicon (deutsche Ausgabe FFT-Lexikon) eine umfangreiche Wissensdatenbank in gedruckter Buchform zum Thema Filtration, welche zwischenzeitlich in digitaler Form als „Bokipedia“ im Internet veröffentlicht ist.
Von 2013 bis 2020 befand sich im Firmengebäude das öffentlich zugängliche Rachengold-Museum, das aus Exponaten rund um das Unternehmen Ragolds (gegründet 1887 als Erste Badische Dampfzuckerwaren- und Drageefabrik) bestand, die Jörg Schindler (Geschäftsführer seit 1952 bis zur Schließung der RAGOLDS GmbH & Co. im Jahr 2005) im Laufe der Jahre zusammengetragen hatte. Bokela übernahm die gesamte Sammlung für einen symbolischen Euro. Die offizielle Eröffnung des Museums fand am 19. Juli 2013 statt. Nach der Schließung des Museums wurden die Exponate an das Stadtarchiv Karlsruhe übergeben.